# Purusha
Purusha (em sânscrito, puruṣa, पुरुष) é um conceito complexo cujo sentido evoluiu durante os períodos dos Vedas e dos Upanixades. Dependendo da fonte e do período histórico, significa o homem cósmico, a consciência e o princípio universal.
Nos Vedas iniciais, purusha significava um homem cósmico cujo sacrifício pelos deuses criou toda a vida. Essa é uma das muitas teorias da criação discutidas nos Vedas. A ideia se assemelha ao mito nórdico de Ymir, com origem na religião protoindo-europeia.
Nos Upanixades, o conceito de purusha já não significa "homem cósmico". Ele passa a significar a essência abstrata do espírito, e o princípio universal que é eterno, indestrutível, sem forma e em tudo penetra. O conceito de purusha é explicado em conjunto com o conceito de prakriti nos Upanixades. Nesses antigos textos sânscritos, o universo é visto como uma combinação da realidade material perceptível e princípios naturais não materiais e não perceptíveis. A realidade material (ou prakriti) é tudo que já mudou, pode mudar e é sujeito a causa e efeito. Purusha é o princípio universal imutável, não causado e presente em tudo. É a razão pela qual o prakriti muda, e é a razão pela qual existe causa e efeito. De acordo com as várias escolas do hinduísmo, purusha é aquilo que conecta todas as coisas e seres.
Existe uma grande diversidade de visões dentro das várias escolas do hinduísmo sobre a definição, extensão e natureza do purusha.

## Definição e descrição
Purusha é um conceito complexo, cujo sentido variou ao longo do tempo nas tradições filosóficas hoje conhecidas como hinduísmo. Durante o período védico, o conceito de purusha era uma das várias teorias que explicavam a origem do universo. Um exemplo de teoria alternativa é o Nasadiya Sukta, o último livro dos Vedas, que sugere que um grande calor criou o universo a partir do vazio. Purusha, no Rigveda, foi descrito como um ser que se torna a vítima de sacrifício dos deuses, e cujo sacrifício cria todas as formas de vida, incluindo os seres humanos.
Nos Upanixades e nos textos posteriores da filosofia hindu, o conceito de purusha se afastou da definição védica e passou a não ser mais um homem cósmico, mas uma definição abstrata.

Esplêndido e sem uma forma corpórea é o purusha, desprovido e no interior, não nascido, sem o sopro de vida e sem mente, superior ao elemento supremo. Dele, nasceram o sopro de vida e a mente. Ele é a alma de todos os seres.— Munduka Upanixade
Tanto o sânquia (uma escola que considera a razão como a fonte do conhecimento, contra a lógica da escola nyaya e a tradição da escola mimāṃsā) quanto as escolas de ioga do hinduísmo afirmam que existem duas realidades supremas cuja interação é responsável por todas as experiências e o universo: prakriti (matéria) e purusha (espírito). Em outras palavras, o universo é visto como uma combinação de realidade material percebível e princípios naturais não percebíveis e não materiais. A realidade material, ou prakriti, é tudo aquilo que mudou, pode mudar e é sujeito a causa e efeito. O princípio universal, ou purusha, é aquilo que não muda (aksara) e não possui causa. Na filosofia hindu, o purusha é a causa das mudanças. O hinduísmo considera o purusha a alma do universo, o espírito do universo que está presente em tudo, em todos os instantes. Purusha é o princípio eterno, indestrutível, sem forma e que em tudo penetra. O purusha, sob a forma das leis naturais, comanda as mudanças, causas e efeitos. É o purusha, no conceito hindu de existência, que sopra vida na matéria, sendo a fonte de toda a consciência. É responsável pela unidade de todas as formas de vida, da humanidade e da essência do si mesmo. De acordo com o hinduísmo, é devido ao purusha que o universo opera, é dinâmico e se desenvolve, e não permanece estático.
Tanto o sânquia quanto as escolas de ioga asseguram que o caminho para moksha (iluminação) inclui a compreensão do purusha.
A ideia abstrata de purusha é discutida em vários Upanixades, sendo referida alternadamente como paramatman e brahman. Os sutras se referem a um conceito similar usando a palavra puṃs.
O ríshi Angiras, no Atmopanishad do Atharvaveda, explica que o purusha, que mora no corpo, se divide em três partes: o Bahyatman (o atman externo), que nasce e morre; o Antaratman (o atman interno), que engloba todos os fenômenos materiais, grosseiros ou sutis, e com o qual o jiva se preocupa consigo mesmo; e o paramatman, que penetra em tudo, é inconcebível, indescritível, sem ação e não tem sanskara. 
Não existe consenso entre as escolas do hinduísmo sobre a definição de purusha. Cada escola ou indivíduo tem a liberdade de chegar a sua própria conclusão sobre o tema. Por exemplo, a obra Kapilasurisamvada, de Kapila, descreve o purusha inicialmente de uma maneira similar à do sânquia, mas logo em seguida descreve o intelecto (buddhi) como um segundo purusha, e o ego (ahankara) como um terceiro purusha.        